# Stéphane Lambiel
Stéphane Lambiel (Martigny, 2 aprile 1985) è un ex pattinatore artistico su ghiaccio svizzero, medaglia d'oro ai Campionati mondiali nel 2005 e 2006, argento olimpico ai Giochi di Torino 2006, vincitore nel 2005 e 2007 dell'ISU Grand Prix Final e nove volte campione nazionale svizzero.
È famoso per le sue trottole personalizzate ed eseguite con incredibile velocità.
Annunciò il proprio ritiro dalle competizioni il 16 ottobre 2008, citando come motivazione una lesione al muscolo adduttore di una coscia. Tuttavia, il 25 luglio 2009 fece sapere che sarebbe tornato a gareggiare per poter partecipare ai Giochi Olimpici di Vancouver nel febbraio 2010.
L'11 marzo 2010 Swiss Ice Skating ha comunicato ufficialmente all'ISU il ritiro di Lambiel dalle competizioni per i problemi persistenti della lesione al muscolo adduttore e per la sua partecipazione ad un evento commerciale, che lo rende incompatibile alle gare secondo il regolamento ISU. Il commento del pattinatore: «La situazione è un po' diversa rispetto allo scorso anno. Sono più vecchio adesso, e anche un po' più saggio.»

## Biografia
Lambiel è cresciuto a Saxon, in Vallese. Ha una sorella, Silvia, nata nel 1982, e un fratello, Christophe, nato nel 1989. Vive a Losanna e ha conseguito la maturità (maturité) in biologia e chimica nel giugno del 2004.
Lambiel parla francese, tedesco, inglese e portoghese. Inoltre, sta imparando l'italiano.
Ha subìto lesioni a entrambe le ginocchia, che lo hanno costretto a mancare a diverse competizioni e allenamenti. Diversamente da molti altri pattinatori, Lambiel sa eseguire trottole e salti in entrambe le direzioni. È anche capace di fare doppi axel in sequenza cambiando la direzione di rotazione da un salto all'altro, tuttavia ha smesso di allenare questa sua capacità.
Colleziona coccinelle ed è soprannominato "piccolo principe" per il suo aspetto fisico longilineo e per l'eleganza e la spettacolarità sul ghiaccio, in riferimento anche al protagonista del racconto di Antoine de Saint-Exupéry, il suo libro preferito..
Lambiel ha molti sponsor in Svizzera, inclusi Ford, Hublot e Swisscom. Nel 2007 disegnò per 121TIME una collezione di orologi, denominata in suo onore SpinMaster.
È impegnato anche nel sociale: fa parte, infatti, della fondazione Moi pour Toi che costruisce case e scuole per i bambini di strada della Colombia.
Nel 2008 Alexei Mishin lo definì “un artista eccezionale e un genio delle trottole” e aggiunse che il suo ritiro era una perdita immensa. Secondo Mishin, Lambiel era “strozzato dai moderni regolamenti del pattinaggio di figura”.

## Carriera

### Gli inizi
Lambiel, come nuovo campione svizzero, si esibì ai Campionati mondiali del 1997 a Losanna. L'anno seguente diventò campione svizzero nella categoria juniores e dal 2000 è campione nazionale senior. Arrivò quinto ai Campionati mondiali juniores del 2001.
L'anno seguente Lambiel raggiunse l'età per competere nella categoria senior a livello internazionale. La Federazione svizzera gli aveva annunciato che lo avrebbe fatto partecipare ai Giochi olimpici invernali di Salt Lake City del 2002 se si fosse piazzato tra i primi dodici agli Europei. Lambiel arrivò quarto e così partecipò alle Olimpiadi, dove ottenne la quindicesima posizione; ai Mondiali del 2002 arrivò diciottesimo.
L'anno seguente si piazzò quinto agli Europei e guadagnò qualche posizione ai Mondiali. Nel 2004 arrivò sesto agli Europei e quarto ai Mondiali.

### Stagione 2004-2005

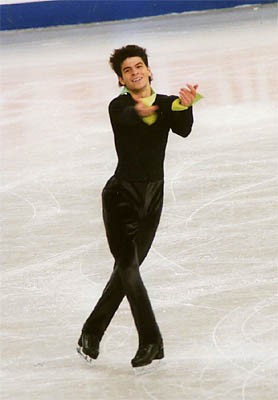
Lambiel ai Campionati mondiali di pattinaggio di figura del 2005.

Lambiel fu costretto a mancare al Grand Prix per un infortunio, ma riuscì a presentarsi ai Europei, dove arrivò quarto.
Ai Mondiali del 2005 a Mosca Lambiel era davanti a Evgenij Pljuščenko dopo il giro di qualifiche e il programma corto. Quando Pljuščenko si ritirò per un infortunio, Lambiel si ritrovò in una posizione molto favorevole per vincere il titolo e ci riuscì grazie a una performance spettacolare sulle note della colonna sonora di King Arthur. Eseguì due quadrupli toe-loop nel programma libero e fu l'unico a farne due in quella sede. Fu il primo svizzero a vincere i Mondiali dopo Hans Gerschwiler nel 1947.

### Stagione 2005-2006
Lambiel arrivò a Torino 2006 come campione mondiale, ma non come il favorito per il titolo. Aveva guadagnato due medaglie d'argento ai Grand Prix e vinto l'ISU Grand Prix Final, aggiudicandosi inoltre l'argento agli Europei dietro a Pljuščenko. Terzo dopo il programma corto, col lungo riuscì ad ottenere la medaglia d'argento; non completò un triplo axel, ma eseguì una perfetta combinazione quadruplo toe - triplo toe - doppio loop. Bisogna considerare che lo svizzero non era in buone condizioni fisiche: già reduce da uno stiramento dei legamenti del ginocchio destro che si era procurato a febbraio, durante gli allenamenti a Torino cadde picchiando lo stesso ginocchio e ciò lo costrinse a tenersi lontano dal ghiaccio per una settimana.
Pljuščenko preferì non presentarsi ai Mondiali, lasciando a Lambiel l'onere di difendere il proprio titolo. Lambiel, già primo alle qualifiche, mantenne la propria posizione anche coi programmi corto e lungo, ottenendo il gradino più alto del podio e diventando il primo svizzero vincitore di due titoli mondiali. .

### Stagione 2006-2007

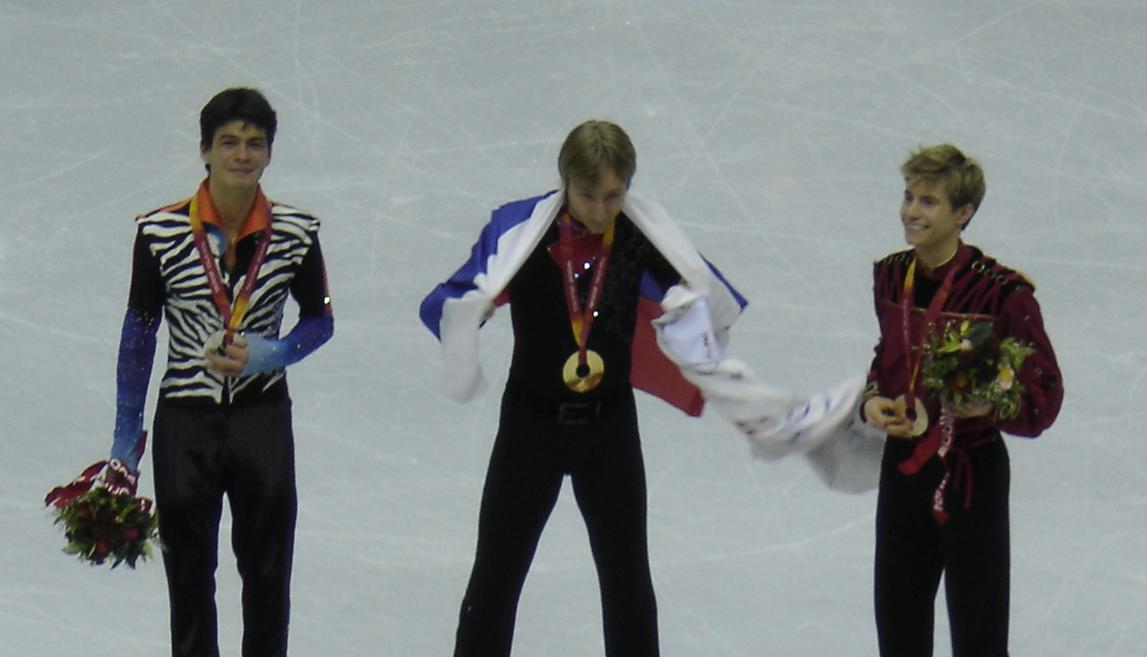
Podio di Torino 2006 A sinistra Lambiel, al centro Pljuščenko, a destra Buttle.

Lambiel iniziò la stagione con un ottimo programma lungo che gli permise di guadagnarsi la medaglia d'oro al Skate Canada International, nonostante nel corto si fosse piazzato solamente in settima posizione. Avrebbe dovuto partecipare anche al NHK Trophy, ma declinò per problemi di salute; riuscì comunque a partecipare ai Campionati svizzeri, dove vinse il suo settimo titolo nazionale.
Tuttavia, il 16 gennaio, si ritirò dai Campionati europei dichiarando problemi di stress e mancanza di motivazione.
Partecipò ai Mondiali di Tokyo, dove scivolò in sesta posizione nel programma corto, cadendo nel tentativo di fare un triplo axel e trasformando in una combinazione triplo-doppio quella che avrebbe dovuto essere una combinazione quadruplo-triplo. Il suo lungo, in cui eseguì due quadrupli toe-loop (uno in combinazione 4toe-2toe-2toe e l'altro singolo) e un triplo axel, fu il migliore dopo quello di Daisuke Takahashi e gli permise di aggiudicarsi la medaglia di bronzo.

### Stagione 2007-2008

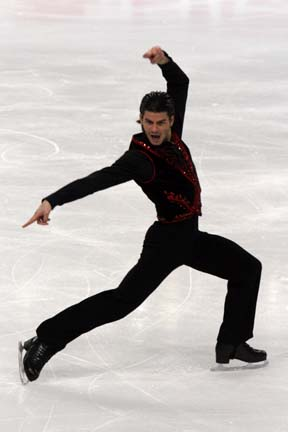
Lambiel all'ISU Grand Prix Final del 2008.

Nel 2007 arrivò terzo alla Cup of China e secondo alla Cup of Russia. Vinse l'ISU Grand Prix Final per la seconda volta nella sua carriera con un punteggio totale di 239.10 e un vantaggio di solo 0.16 dal giapponese Takahashi.
Agli Europei di Zagabria del 2008 fallì nel corto, in cui cadde nell'esecuzione di un triplo axel e dove presentò solamente una combinazione triplo-doppio che lo trascinò in quarta posizione. Finì secondo nel programma lungo in cui eseguì una combinazione quadruplo-doppio toe - doppio loop e guadagnò 80 punti nelle componenti grazie al suo squisito flamenco. Si aggiudicò così la sua seconda medaglia d'argento dietro al ceco Tomáš Verner.
Ai Mondiali di Gothenborg, in Svezia, Lambiel cadde tentando un triplo axel e mise giù una mano su un quadruplo toe-loop nel programma corto, dove si piazzà quinto. Nel libero ebbe problemi in molti salti: fece uno step out e mise una mano giù nel tentativo di eseguire un triplo axel, mise di nuovo la mano giù nel quadruplo toe-loop in combinazione, arrivò con due piedi dopo il triplo loop, fece uno step out nell'eseguire un altro quadruplo toe-loop e mise la mano giù nel triplo flip. Mantenne la quinta posizione, anche se nel lungo risultò solamente settimo.

### Stagione 2009-2010
Dopo quasi un anno di assenza, Lambiel torna a competere con un nuovo programma al Nebelhorn Trophy (24-27 settembre), evento sportivo che si svolge annualmente a Oberstdorf ma che nel 2009 è anche gara di qualificazione per i posti olimpici rimasti a disposizione. Per quanto riguarda la categoria maschile, ventiquattro posti su trenta erano già stati assegnati ai Mondiali di Los Angeles. La Svizzera in campo maschile ha riposto tutte le speranze in Lambiel, in quanto agli ultimi Mondiali nessun atleta nazionale è riuscito a qualificarsi per Vancouver. Lambiel ha conquistato la prima posizione col programma corto (77.45) e l'ha mantenuta col free skate (154.91) dove ha realizzato una combinazione quadruplo toe-loop - doppio toe - doppio toe e una combinazione triplo flip - triplo toe-loop, ottenendo un punteggio finale di 232.36, con un distacco di oltre venticinque punti dal russo Ivan Tretiakov, piazzatosi secondo.
Il 12 dicembre a Lugano ha ottenuto la sua nona medaglia d'oro come campione svizzero con un punteggio di 83.91 nel programma corto e 160.32 nel libero - in cui ha pattinato sulle note di Otoño Porteño - per un totale di 244.23, il suo nuovo record personale. Il 20 dicembre si è esibito all'Ice Christmas Gala in Milano.
Il 20 gennaio l'avventura europea a Tallinn inizia con un deludente quinto posto nel programma corto e un punteggio di 77.75, ben inferiore a quello ottenuto poco più di un mese prima a Lugano. Lambiel cade nell'esecuzione del quadruplo toe-loop, non riesce a completare il triplo toe-loop e riscontra difficoltà anche nel triplo flip; tuttavia, le sue trottole e la bellezza del programma entusiasmano il pubblico. Il riscatto arriva col libero e la splendida interpretazione della Traviata: nonostante l'iniziale mano giù nel quadruplo toe-loop, Lambiel ci riprova poco dopo eseguendo una buona combinazione quadruplo-triplo toe-loop; seguono altre imperfezioni nei salti, compresa una inaspettata caduta nella sequenza di passi, ma la carica artistica del programma e le bellissime trottole gli permettono di ottenere il miglior punteggio nelle componenti, il secondo posto nel libero e la medaglia d'argento dietro a Pljuščenko, che qui vede il suo ritorno alle gare dopo l'oro di Torino 2006.
Agli inizi di febbraio Lambiel scopre con piacere di essere stato scelto come portabandiera della delegazione svizzera nella cerimonia di apertura delle Olimpiadi. «Il drappo elvetico rappresenta in pieno lo spirito di squadra, presente sia nella delegazione svizzera sia nel cuore delle persone che mi hanno permesso di essere qui.»
Lambiel apre la sua avventura olimpica con un quinto posto nel programma corto, un punteggio totale di 84.63 e un distacco di soli pochi centesimi dal giapponese Nobunari Oda, ottenendo il miglior punteggio nelle componenti (43.15). La parte tecnica ha risentito principalmente di due fattori: l'aver deciso di presentare un axel doppio, che ha un punteggio base molto inferiore al triplo, e l'aver commesso un errore nell'esecuzione del quadruplo toe-loop, seguito in combinazione da un doppio toe-loop che avrebbe dovuto essere triplo. Il programma lungo, sulle note de La traviata, è costellato di nuove imprecisioni: Lambiel mette una mano giù all'arrivo del primo quadruplo toe-loop e incontra difficoltà anche nell'esecuzione del secondo quadruplo e di altri salti; la mancanza nel programma di un triplo axel è un altro elemento fortemente invalidante. Ottiene un punteggio di 162.09, il suo record personale, che lo colloca in terza posizione nel libero, ma non gli consente di ottenere per un soffio il bronzo olimpico: infatti, con un totale di 246.72, si ritrova alle spalle di Takahashi per soli 51 centesimi; il distacco da Lysacek, il vincitore, è invece di 10.95 punti.

## Carriera come allenatore e coreografo
Lambiel ha lavorato come coreografo per numerosi pattinatori tra cui Miki Ando, Carolina Kostner, Satoko Miyahara, Julija Lipnickaja, Tatsuki Machida, Daisuke Takahashi, Denis Ten e Akiko Suzuki.
Attorno al 2011, Lambiel ha cominciato una nuova carriera come allenatore. Nel 2014 ha fondato una scuola di pattinaggio a Champery, in Svizzera. Fra gli allenatori che collaborano con lui vi sono Angelo Dolfini e Ghislain Briand. Ha allenato Paolo Bacchini, nel 2016 è diventato allenatore di Deniss Vasiļjevs e in seguito è diventato allenatore di Shōma Uno.

## Team
Lambiel si allenò dal 1995 fino alla stagione 2007-2008 sotto la guida di Peter Grütter a Ginevra e a Losanna e, siccome i principali stadi svizzeri chiudono in estate, anche in Germania, qualche volta a Oberstdorf.
Il 6 giugno 2008 dichiarò che avrebbe lasciato Peter Grütter per trasferirsi nel New Jersey e allenarsi con Viktor Petrenko e Halyna Zmijevs'ka.
Gli allenamenti con i nuovo coach iniziarono a giugno per concludersi nell'ottobre dello stesso anno con l'annuncio del proprio ritiro dalle gare. Nel luglio del 2009 il pattinatore comunicò che avrebbe ripreso gli allenamenti con Peter Grütter in Svizzera.
La sua coreografa è l'ex pattinatrice svizzera Salomé Brunner, che lo assiste nel disegnare i propri costumi. I suoi personal trainer sono Majda & Jean-Sébastien Scharl.

## Programmi

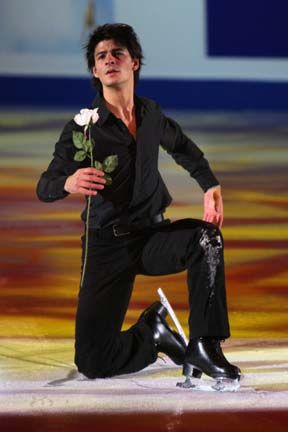
Lambiel all'ISU Grand Prix Final del 2008.

| Stagione  | Programma corto | Programma lungo | Esibizioni |
| --------- | --- | --- | --- |
| 2009-2010 | Overture del Guglielmo Tell di Gioachino Rossini                                                                                 | Otoño Porteño di Astor Piazzolla La traviata di Giuseppe Verdi                                                     | Ne me quitte pas di Jacques Brel Bring me to life di Evanescence |
| 2008-2009 | Non ha partecipato a competizioni in questa stagione                                                                             | Non ha partecipato a competizioni in questa stagione                                                               | Otoño Porteño di Astor Piazzolla Tainted Love versione di Paul Young Freak like Me versione delle Sugababes                                                             |
| 2007-2008 | Carne cruda di Fernando Egózcue                                                                                                  | Poeta di Vicente Amigo                                                                                             | Un giorno per noi versione di Josh Groban Father and Son versione di Ronan Keating Gimme More di Britney Spears e SexyBack di Justin Timberlake                         |
| 2006-2007 | Geissel Drama di Christine Lauterburg Colonna sonora di Blood Diamond di James Newton Howard                                     | Poeta di Vicente Amigo Le quattro stagioni di Antonio Vivaldi                                                      | Fix You dei Coldplay New Shoes di Paolo Nutini Stayin' Alive dei Bee Gees                                                                                               |
| 2005-2006 | Malagueña, dalla colonna sonora di C'era una volta in Messico di Robert Rodríguez Colonna sonora di Dralion del Cirque du Soleil | Le quattro stagioni di Antonio Vivaldi                                                                             | You're Beautiful di James Blunt If I Hadn't Got You di Lisa Stansfield I Don't Want to Be di Gavin DeGraw Fix You dei Coldplay                                          |
| 2004-2005 | Spanish Caravan versione di George Winston                                                                                       | Colonna sonora di The Truman Show di Philip Glass e Burkhard Dallwitz Colonna sonora di King Arthur di Hans Zimmer | E lucevan le stelle dalla Tosca di Giacomo Puccini versione di Florent Pagny Light My Fire dei The Doors Killer di Seal Billie Jean di Michael Jackson Oceania di Björk |
| 2003-2004 | Objection (Tango) di Shakira I'm a-Doun for Lack O' Johnnie di Vanessa Mae                                                       | Zabuca di Johannes Linstead Loco di Loving Paris Danza gitana di Edvin Marton                                      | Take the Long Way Home dei Supertramp |
| 2002-2003 | Laissez-moi me griser di Maurice El Médioni                                                                                      | Colonna sonora di Chocolat di Rachel Portman                                                                       | Magic Stradivarius di Edvin Marton La vie fait tout ce qu'elle veut di Julie Zenatti                                                                                    |
| 2001-2002 | Vuelvo al Sur dei Gotan Project                                                                                                  | Colonna sonora di Quidam del Cirque du Soleil                                                                      | Born delle Bond |
| 2000-2001 | La cumparsita di Gerardo Matos Rodríguez versione di Xavier Cugat                                                                | Triton di Joseph Racaille                                                                                          | |
| 1999-2000 | La cumparsita di Gerardo Matos Rodríguez versione di Xavier Cugat                                                                | Triton di Joseph Racaille                                                                                          | |

## Palmarès

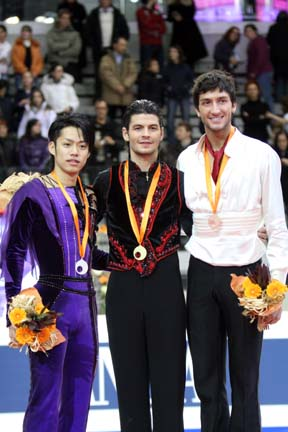
Lambiel (al centro) alla Finale del Grand Prix del 2008.

GP: Grand Prix; JGP: Junior Grand Prix
| International | International | International | International | International | International | International | International | International | International | International | International | International | International | International |
| Evento | 96–97         | 97–98         | 98–99         | 99–00         | 00–01         | 01–02         | 02–03         | 03–04         | 04–05         | 05–06         | 06–07         | 07–08         | 08–09         | 09–10         |
| --- | ------------- | ------------- | ------------- | ------------- | ------------- | ------------- | ------------- | ------------- | ------------- | ------------- | ------------- | ------------- | ------------- | ------------- |
| Giochi olimpici invernali |               |               |               |               |               | 15°           |               |               |               | 2°            |               |               |               | 4°            |
| Campionati mondiali |               |               |               |               |               | 18°           | 10°           | 4°            | 1°            | 1°            | 3°            | 5°            |               |               |
| Campionati europei |               |               |               |               | 9°            | 4°            | 5°            | 6°            | 4°            | 2°            |               | 2°            |               | 2°            |
| GP Finale |               |               |               |               |               |               |               |               |               | 1°            |               | 1°            |               |               |
| GP Cup of China |               |               |               |               |               |               |               |               |               | 2°            |               | 3°            |               |               |
| GP Cup of Russia |               |               |               |               |               |               |               | 5°            |               | 2°            |               | 2°            |               |               |
| GP Skate Canada |               |               |               |               |               |               |               |               |               |               | 1°            |               |               |               |
| GP Trophée Lalique |               |               |               |               |               | 6t°           |               |               |               |               |               |               |               |               |
| Nebelhorn Trophy |               |               |               |               |               |               |               |               |               |               |               |               |               | 1°            |
| Nepela Memorial |               |               |               |               |               |               | 1°            |               |               |               |               |               |               |               |
| Finlandia Trophy |               |               |               |               |               | 11°           |               |               |               |               |               |               |               |               |
| Etoiles Glace |               |               |               |               |               |               | 1°            |               |               |               |               |               |               |               |
| Internazionali: Junior e novice |               |               |               |               |               |               |               |               |               |               |               |               |               |               |
| Campionati mondiali |               |               |               | 10°           | 5°            |               |               |               |               |               |               |               |               |               |
| JGP Cina |               |               | 8°            |               |               |               |               |               |               |               |               |               |               |               |
| JGP Francia |               |               | 8°            |               | 9°            |               |               |               |               |               |               |               |               |               |
| JGP Giappone |               |               |               | 3°            |               |               |               |               |               |               |               |               |               |               |
| JGP Messico |               |               |               |               | 2°            |               |               |               |               |               |               |               |               |               |
| JGP Norvegia |               |               |               | 7°            |               |               |               |               |               |               |               |               |               |               |
| Festival olimpico della gioventù europea |               |               | 2° J          |               |               |               |               |               |               |               |               |               |               |               |
| Triglav Trophy | 1° N          | 3° N          |               |               |               |               |               |               |               |               |               |               |               |               |
| Nazionali |               |               |               |               |               |               |               |               |               |               |               |               |               |               |
| Campionati svizzeri | 1° N          | 1° J          | 1° J          |               | 1°            | 1°            | 1°            | 1°            | 1°            | 1°            | 1°            | 1°            |               | 1°            |
| Eventi a squadre |               |               |               |               |               |               |               |               |               |               |               |               |               |               |
| Japan Open |               |               |               |               |               |               |               |               |               | 3° S 1° P     |               | 2° S 2° P     |               | 1st T 1st P   |
| Categoria: N = Novice; J = Junior S = Risultato della squadra P = Risultato Personale; Medaglie assegnate solo per il risultato della squadra. Lambiel non ha gareggiato nella stagione 2008–09. |               |               |               |               |               |               |               |               |               |               |               |               |               |               |